# Heppendorf
Heppendorf is een dorp in, en sedert 2011 een stadsdistrict van de Duitse gemeente Elsdorf, deelstaat Noordrijn-Westfalen, en telde per 31 mei 2024 volgens de gemeentewebsite van Elsdorf 1.887 inwoners. Heppendorf ligt ongeveer 6 km ten zuidoosten van de plaats Elsdorf. Het dorp grenst in het oosten aan Sindorf, gemeente Kerpen en is vanaf het station van die plaats per streekbus bereikbaar.

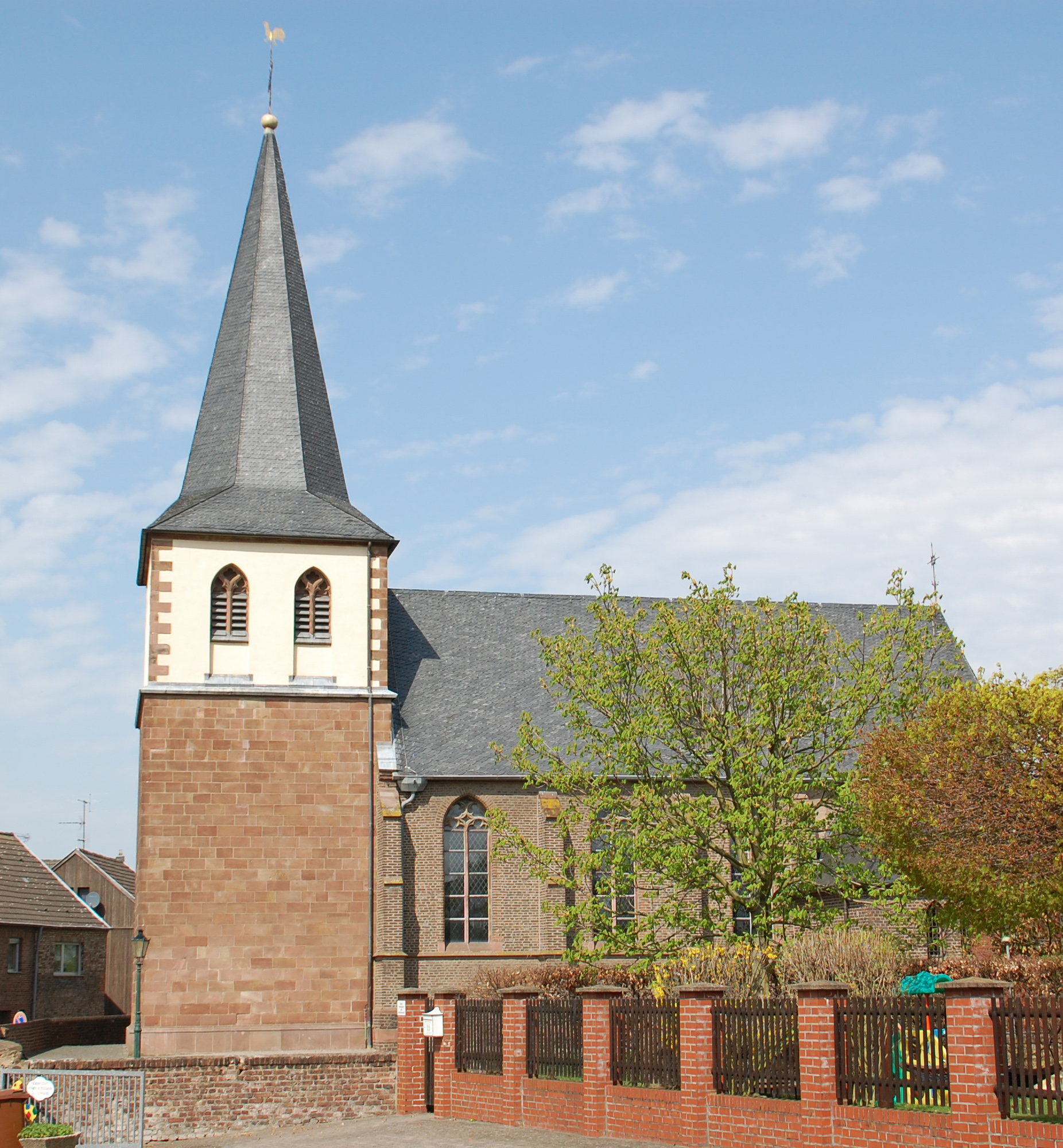
Katholieke kerk van Heppendorf
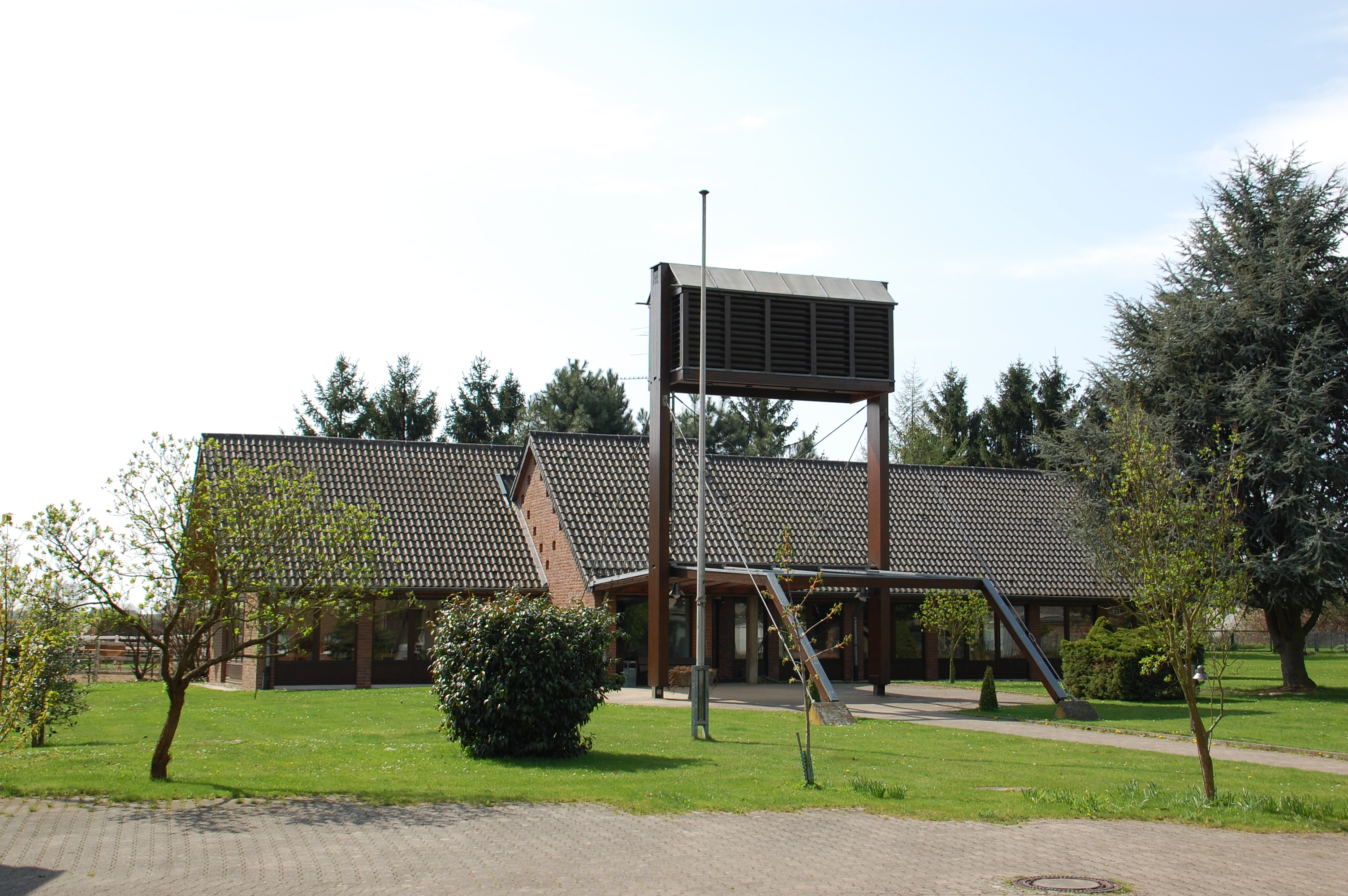
Lutherse kerk van Heppendorf

De rooms-katholieke St. Dionysiuskerk van Heppendorf is op de plaats van een ouder godshuis gebouwd in 1505; de onderste verdiepingen van de kerktoren dateren echter reeds uit de 11e eeuw. Het interieur omvat liturgische voorwerpen uit alle periodes tussen 1500 en 2000 en is kunsthistorisch interessant.
Het ten noordwesten van Heppendorf gelegen, oorspronkelijk uit 1460 daterende, kasteel Stammeln is als stoeterij in gebruik, terwijl ook een deel van het gebouw in huurappartementen is verdeeld. Het kasteel kan niet worden bezichtigd.
Zie voor meer informatie onder Elsdorf (Noord-Rijnland-Westfalen).